# 霊公 (許)
霊公（れいこう、? - 紀元前547年）は、春秋時代の諸侯国の許の君主の一人。姓は姜、名は寧。在位期間は紀元前581年から紀元前547年とされている。
鄭や楚等の国の逼迫を受けて、紀元前576年に「葉」（現在の河南省平頂山市葉県南）に南遷した。その後も何度か遷都した。